# Erlanger Straße (Bayreuth)

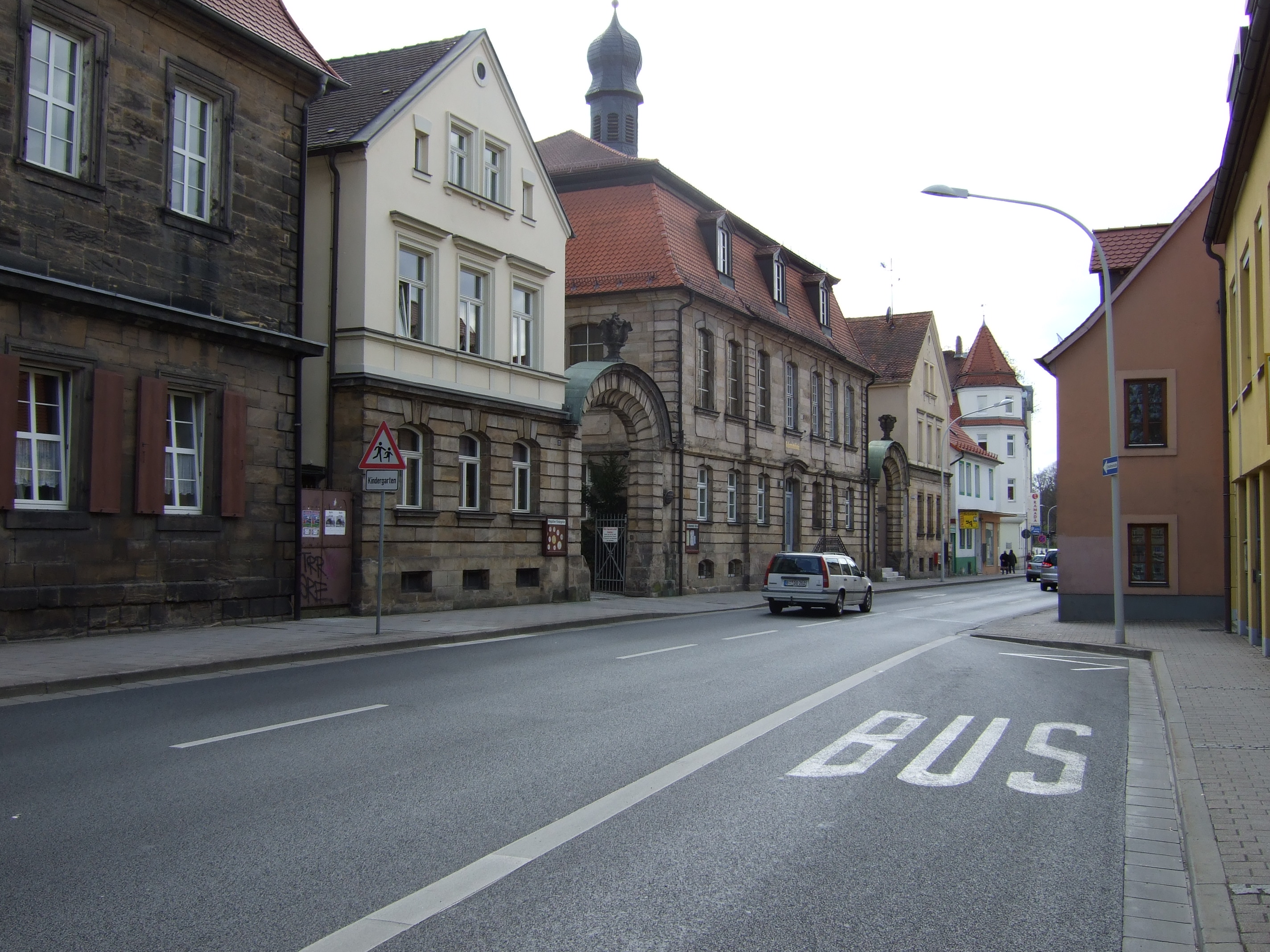
Erlanger Straße – mittig mit Dachreiter das Gebäude der Reformierten Kirche, rechts das „Scharfe Eck“

Die Erlanger Straße ist eine Straße in der oberfränkischen Stadt Bayreuth.

## Name
Die Straße trägt ihren Namen als historische Landstraße in Richtung Erlangen. Seit dem 15. Jahrhundert gehörte Erlangen als Teil des „Unterlands“ zum Fürstentum Kulmbach, dem späteren Fürstentum Bayreuth.
Da die Straße zum außerhalb der Stadtmauer liegenden Stadtfriedhof führte, wurde sie ab ca. 1545 als Gottesackerstraße bezeichnet. Ihren heutigen Namen erhielt sie Anfang des 19. Jahrhunderts.

## Geschichte und Beschreibung

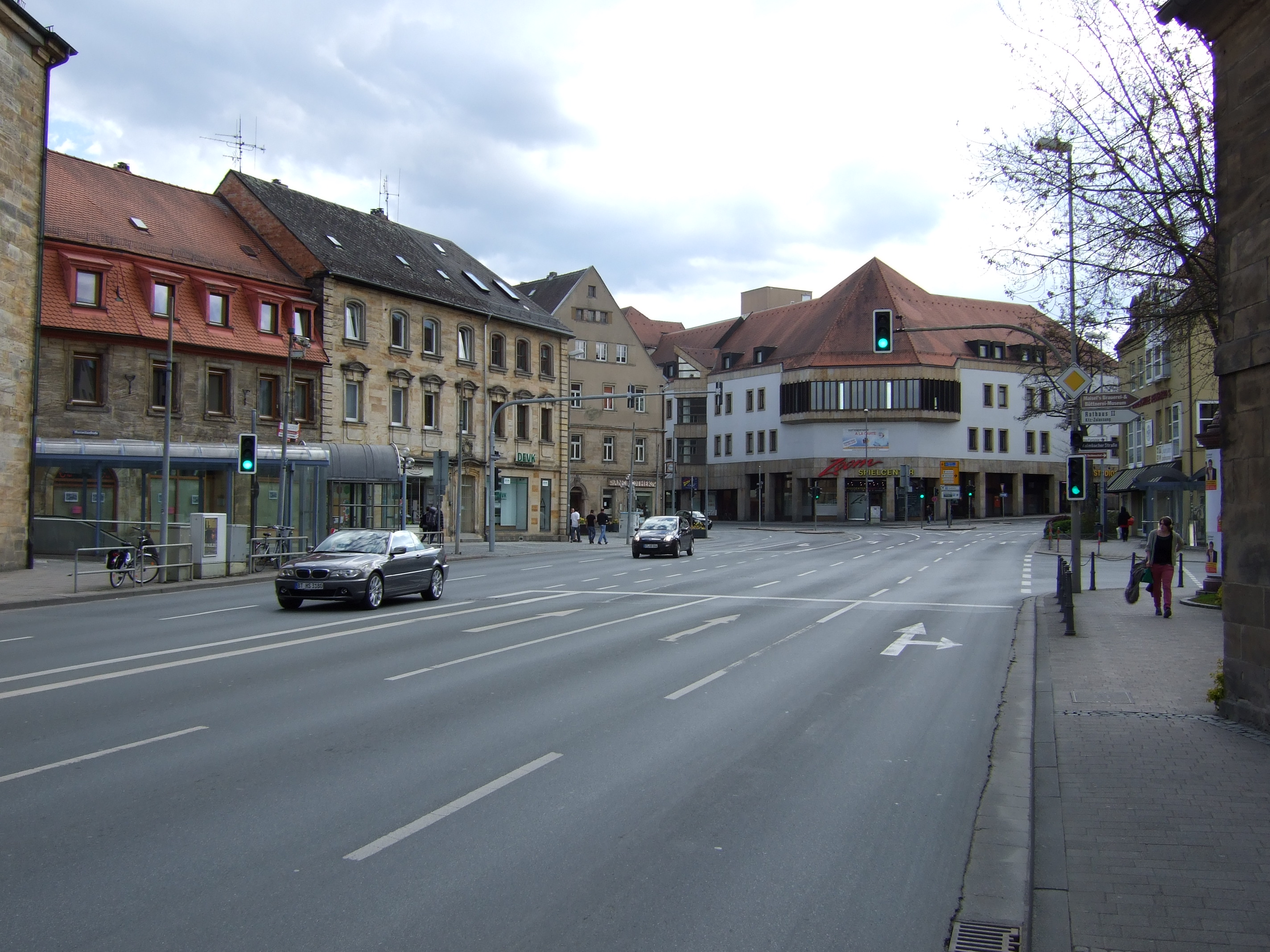
Heutiger Zustand des Abzweigs Kulmbacher Straße (nach rechts)/Erlanger Straße (dahinter schräg nach rechts): Links die ehemaligen Häuser Erlanger Straße 1 bis 9, an der Stelle des Neubaus in der Mitte standen die Häuser 11 bis 17

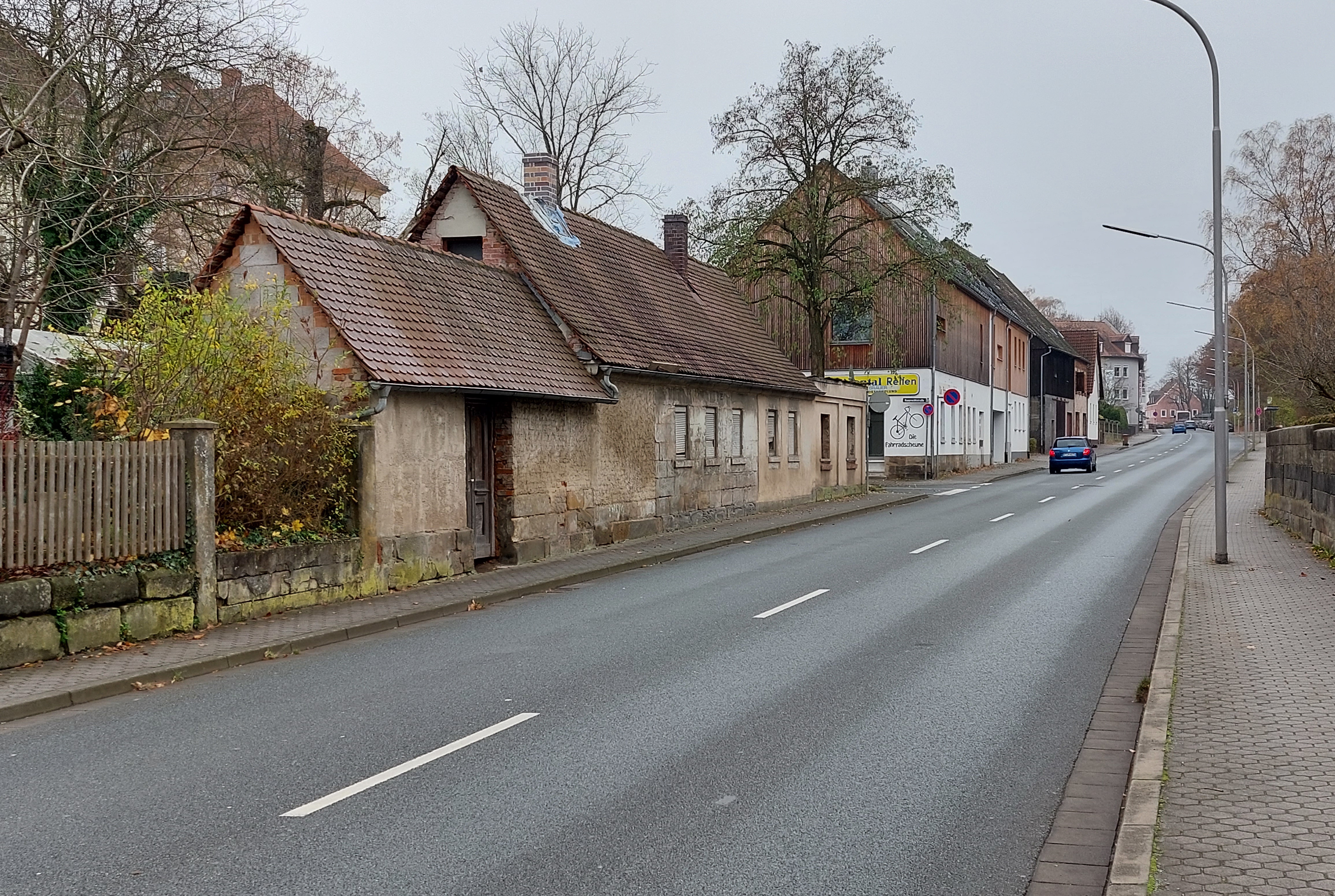
Ländlich anmutende Bebauung an der mittleren Erlanger Straße, rechts die Mauer des Stadtfriedhofs

Bei einer Länge von knapp 870 m liegt die Erlanger Straße vollständig im Bereich der südwestlichen Innenstadt. Sie begann einst an der Gabelung mit der Kulmbacher Straße, die außerhalb der Stadtmauer vor dem südwestlichen Stadttor („Unteres Tor“) lag. Diese Stelle, in die die heutige untere Maximilianstraße und später auch die Straßen Wolfsgasse und Graben mündeten, fiel in den 1970er Jahren dem Bau der mehrstreifigen Innenstadt–Umgehungsstraße „Stadtkernring“ zum Opfer. Seitdem beginnt die Erlanger Straße stadtseitig am neu geschaffenen Hohenzollernring. Stadtauswärts mündet sie wenige Meter vor dem Freiheitsplatz in die Bismarckstraße.
Auf den ersten 330 m ist sie von innerstädtischer Architektur gesäumt. Von den Bomben der Alliierten blieb die Erlanger Straße im Zweiten Weltkrieg verschont. Noch Anfang der 1970er Jahre präsentierte sie sich weitgehend im historischen Zustand. Im Zeitraum 1974 bis 1990 wurden auf ihrer Südseite – bezeichnet als Sanierungsgebiet A – mit den Häusern Nr. 2 bis Nr. 22 sämtliche historischen Gebäude abgerissen. Dazu zählte mit dem markanten Haus Erlanger Straße 6, zuletzt Gaststätte Schoberth („Eck-Schoberth“), eines der wenigen Häuser der Stadt mit sichtbarem Fachwerk.

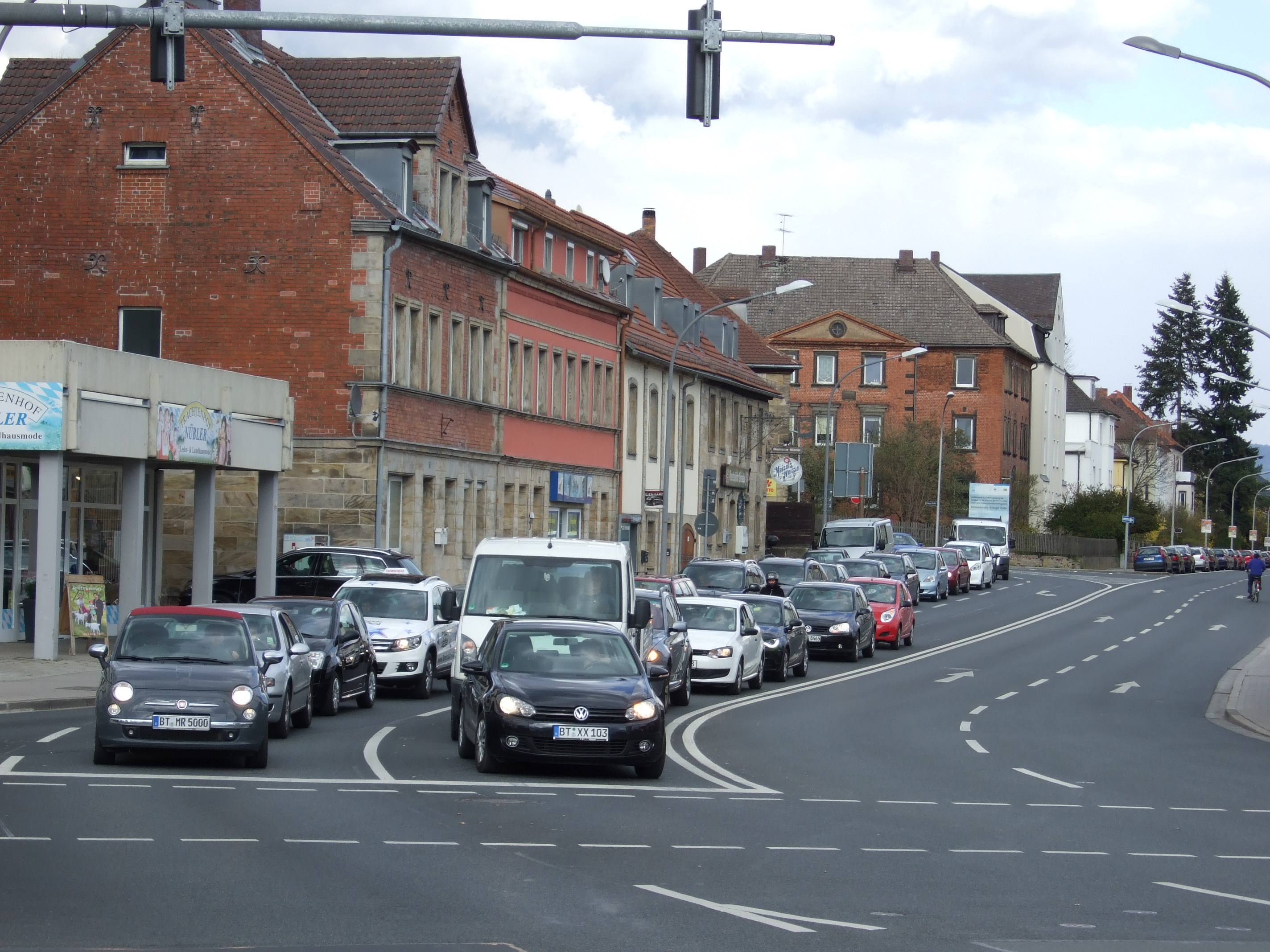
Aus der Erlanger Straße kommender Verkehr in der Bismarckstraße am Freiheitsplatz

In diesem Bereich gehen mehrere Straßen ab. Die Häuser der schon vor 1430 nachweisbaren Wolfsgasse wurden um 1973 abgerissen, die Gasse selbst dem an dieser Stelle fünfstreifigen Stadtkernring geopfert. Der Name Wolfsgasse wurde 1981 auf eine neu angelegte, zur alten Wolfsgasse parallel verlaufenden Straße übertragen, die östlich des Anwesens Nr. 19 in die Erlanger Straße mündet. Nach Süden hin folgen die Albert-Preu-Straße und die Humboldtstraße, die beide in ein Viertel mit „gehobener“ Wohnbebauung aus der Zeit um 1900 führen. Auf der Nordseite wurde nach dem Abriss der Altbausubstanz ein modernes Stadtquartier angelegt, das seit 1983 durch die H-förmige Straße Unteres Tor erschlossen wird. Dadurch heute dritte, ehemals aber erste und einzige Seitenstraße nach Norden hin ist die Austraße. Sie führte zu den nahen Auen des Mistelbachs, die im 19. Jahrhundert von Gewerbetreibenden bebaut wurden. 1840 ging dort aus einem Brauhaus eine Mälzerei hervor, deren markante Sandstein- und Ziegelgebäude mit zwei hohen Darretürmen 150 Jahre lang das Gebiet prägten. 1990 wurde der Betrieb, der über Deutschland hinaus bis nach Übersee Brauereien mit Malz beliefert hatte, stillgelegt und danach abgebrochen.
Westlich der ampelgesicherten Kreuzung mit dem Straßenzug Carl-Burger-Straße–Oswald-Merz-Straße beginnt an der Nordseite der Erlanger Straße der Stadtfriedhof. Die dortige Friedhofskirche („Gottesackerkirche“) markiert den südöstlichen Eingang zu dessen ältestem Teil, wo u. a. Jean Paul und Franz Liszt begraben sind. Erst unmittelbar vor der Einmündung in die Bismarckstraße beginnt mit den Häusern 46 bis 52 an der Nordseite wieder die Wohnbebauung.
Die Gebäude an der Südseite der Straße zwischen den Hausnummern 49 und 73 muten teilweise eher ländlich an, sogar scheunenartige Häuser mit Obergeschossen in Holzbauweise finden sich dort. Vermutlich bereits 1449/50 entstand auf dem Anwesen Erlanger Straße 59 ein „Siechenhaus“ (Krankenhaus). Es wurde 1580 neu aufgebaut, erhielt 1784 ein Obergeschoss und wurde 1848 in ein Armenhaus umgewandelt. 1979 wurde es unter Berücksichtigung von Auflagen des Denkmalschutzes abgebrochen, zwei Jahre später wurde unter Herstellung des äußeren Erscheinungsbilds ein Neubau errichtet. Ab der Einmündung der Hardenbergstraße wird die Bebauung wieder „städtischer“.
Stadtauswärts ist die Erlanger Straße zugleich die Bundesstraße 22. Seit der Eröffnung des Stadtkernrings wird der stadteinwärtige Verkehr über die Bismarckstraße geleitet, die zweistreifige Erlanger Straße ist auf voller Länge als Einbahnstraße ausgewiesen.

## Bauwerke

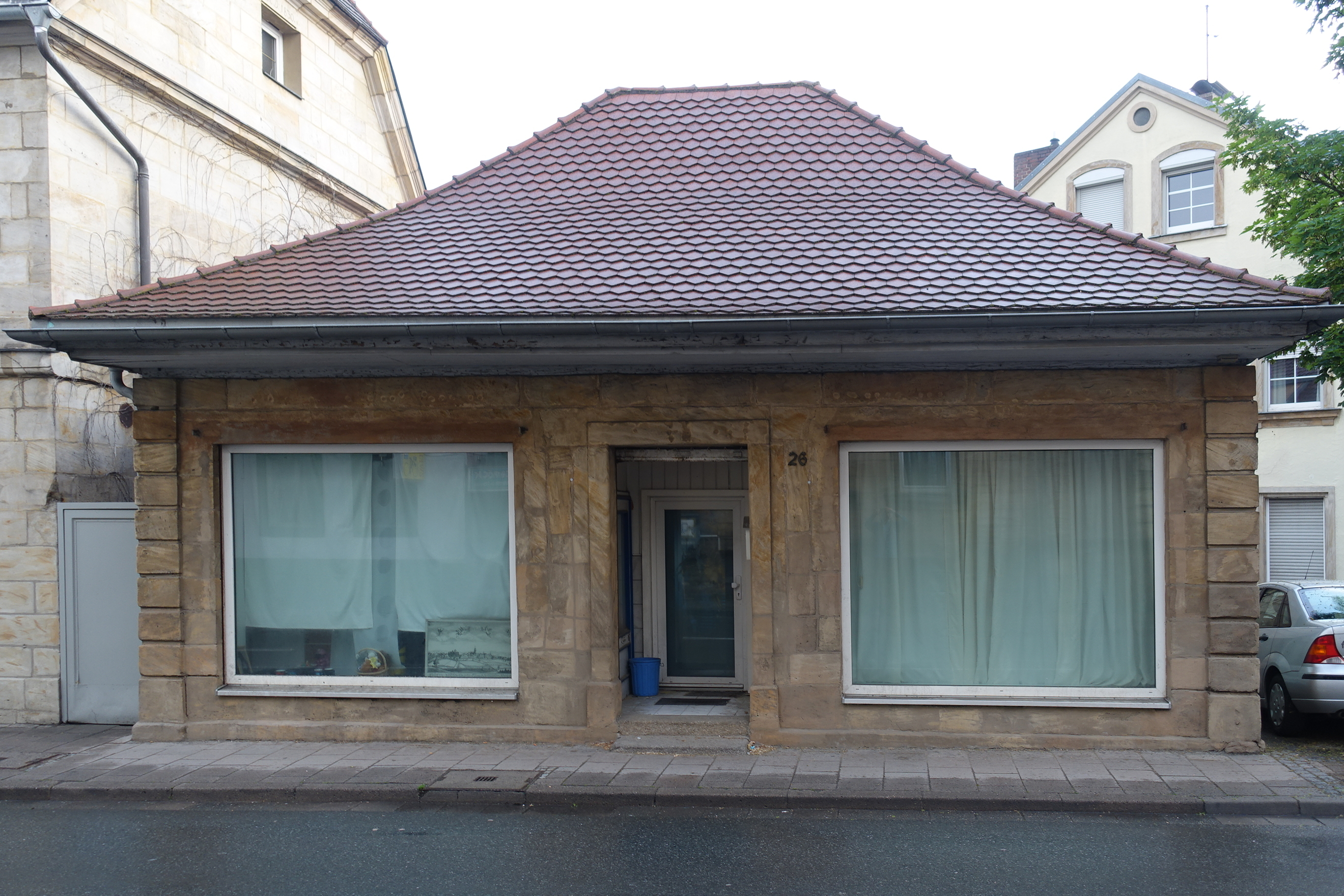
Ehemaliges Torwächterhäuschen Erlanger Straße 26

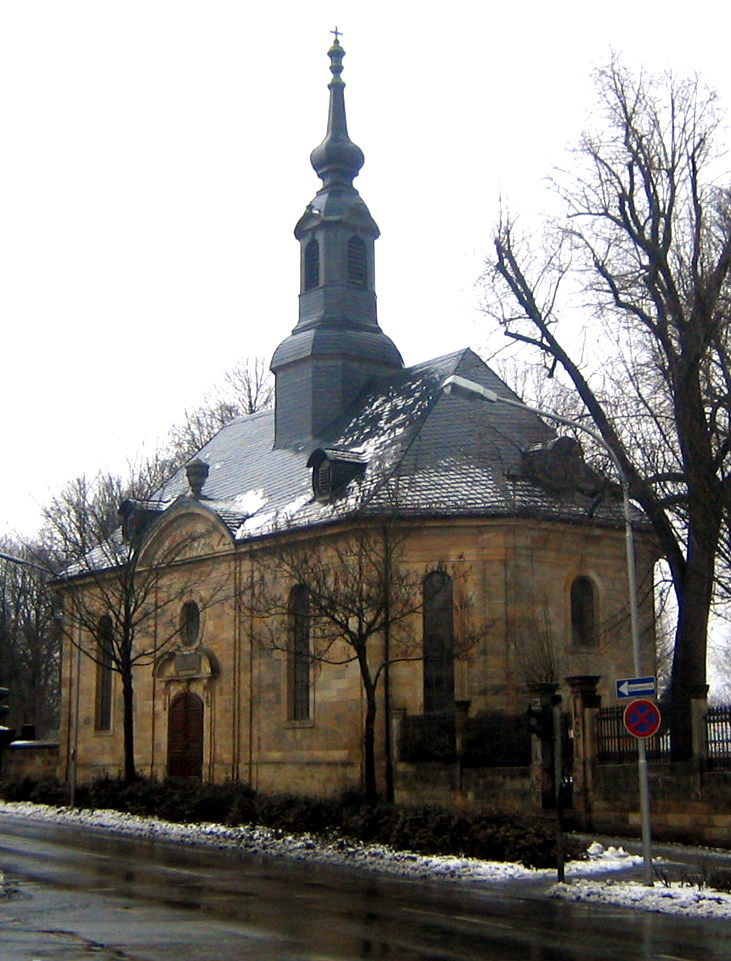
Gottesackerkirche auf dem Stadtfriedhof

- Hohenzollernring 65 bis 73: Diese Häuser gehörten vor dem Bau des Stadtkernrings zur Erlanger Straße und trugen die Hausnummern 1 bis 9
- Erlanger Straße 19: Spätklassizistischer Bau mit Mittelrisalit, Balkonvorbau auf Säulen und Walmdach, 1864 von Carl Wölfel erbaut. In dem zurückgesetzten Haus mit Vorgarten an der Ecke zur neuen Wolfsgasse richtete Simon Würzburger eine private Nervenklinik für „gemüthskranke Israeliten“ ein. 1894 verlegte dessen Sohn Albert die Klinik an die äußere Kulmbacher Straße.
- Erlanger Straße 24a: Zweigeschossiger Bau aus dem 17. Jahrhundert; um den Erhalt des als „Scharfes Eck“ bekannten Gebäudes wurde lange gestritten, Mitte der 1980er Jahre wurde es zum Baudenkmal erklärt. Seinen zweiten Beinamen „Henkershaus“ trägt es nicht ganz zu Recht – lediglich ein Folterknecht hatte dort einst gewohnt.[10]
- Erlanger Straße 26: Ehemalige „Alte Wache des Erlanger Tores“, letztes erhaltenes Torwächterhäuschen der Stadt;[10] um 1740/50 erbaut.
- Erlanger Straße 28: Zweigeschossiger Sandsteinquaderbau mit Walmdach
- Erlanger Straße 29: Der zweigeschossige Sandsteinquaderbau mit Walmdach wurde als „Palais von Gleichen“ 1743 von Joseph Saint-Pierre erbaut. Seit 1755 wird er von der Evangelisch-reformierten Kirche als Sakralbau genutzt.[11] Am 31. Juli 1989 erhielt er einen Dachreiter, der samt Glocke von der abgebrochenen katholischen Notkirche in Mistelbach übertragen wurde.[12][13]
- Erlanger Straße 36: 1860 wurde dort eine maschinelle Steinschleiferei etabliert, die zum Teil monumentale Granitarbeiten ausführte. Darunter waren die Säulen der Kaiser-Wilhelm-Gedächtniskirche in Berlin und der Börse in Amsterdam; auch für Wilhelm-I.-Denkmäler in Aachen, Altona und Bernburg sowie für Kunden in Arabien, Belgien, Costa Rica und Indien wurden Aufträge ausgeführt. Ab 1966 wurde ein Teil des Geländes an der Ecke zur Carl-Burger-Straße mit betriebsfremden Gebäuden bebaut.
- Erlanger Straße 37: In den Hotelneubau aus den 1990er Jahren wurde das 1856 erbaute Sudhaus des einstigen Kommunbrauhauses integriert.[11]
- Erlanger Straße 40: Gottesackerkirche am östlichen Eingang des Stadtfriedhofs. Ein erstes Gebäude wurde dort 1562 erbaut und 1599 erweitert.[14] 1779 wurde es abgebrochen und 1781 durch die evangelisch-lutherische Friedhofskirche ersetzt, die im Volksmund den Namen weiterführt.[15] Von 1898 bis 1966 war die Gottesackerkirche zugleich Kirche der Evangelisch-Lutherischen Gemeinde des Stadtteils Altstadt.[16]
- Erlanger Straße 42: Aussegnungshalle am Haupteingang des Stadtfriedhofs

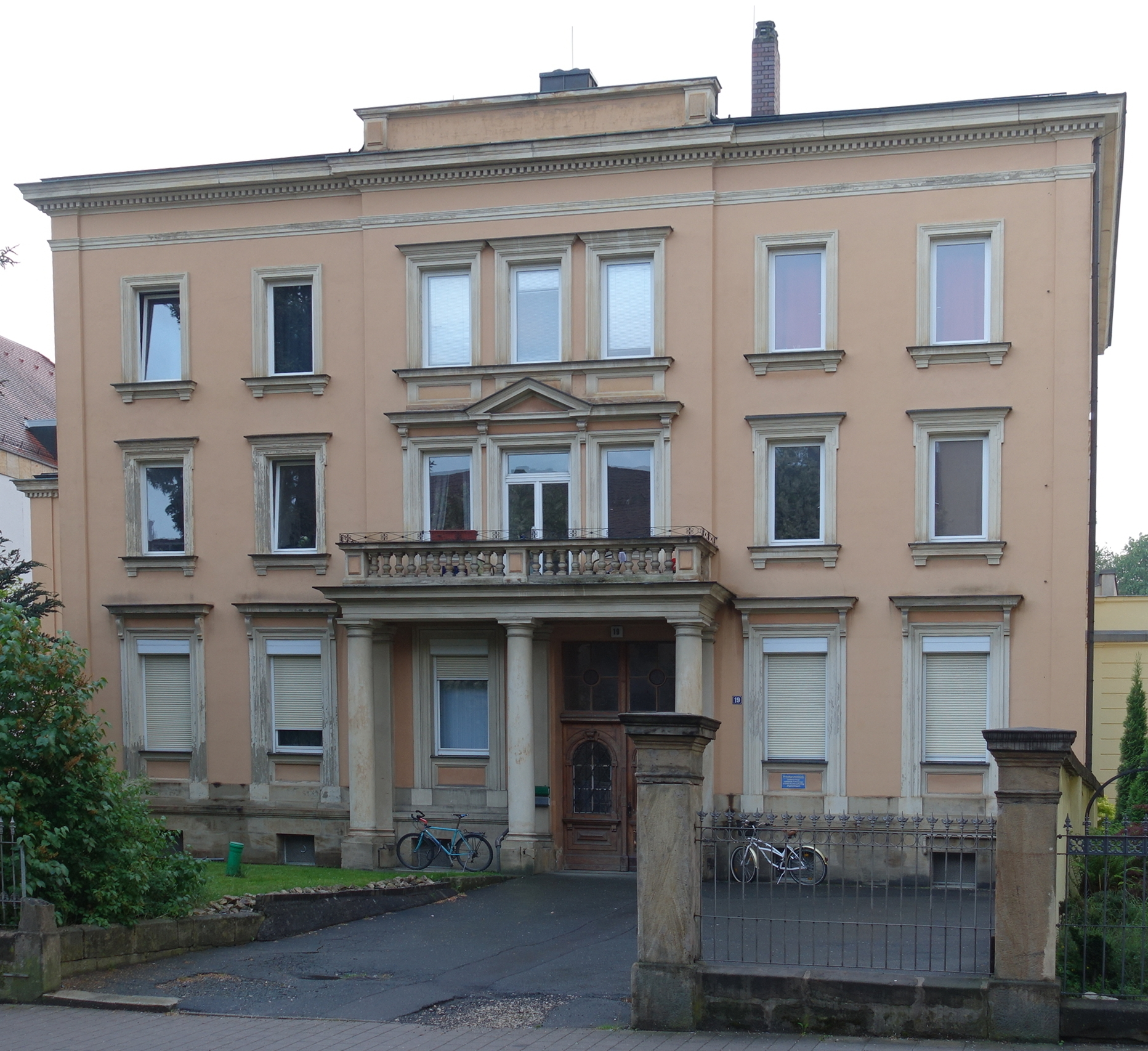
Erlanger Straße 19, ehemalige Nervenklinik für „gemüthskranke Israeliten“
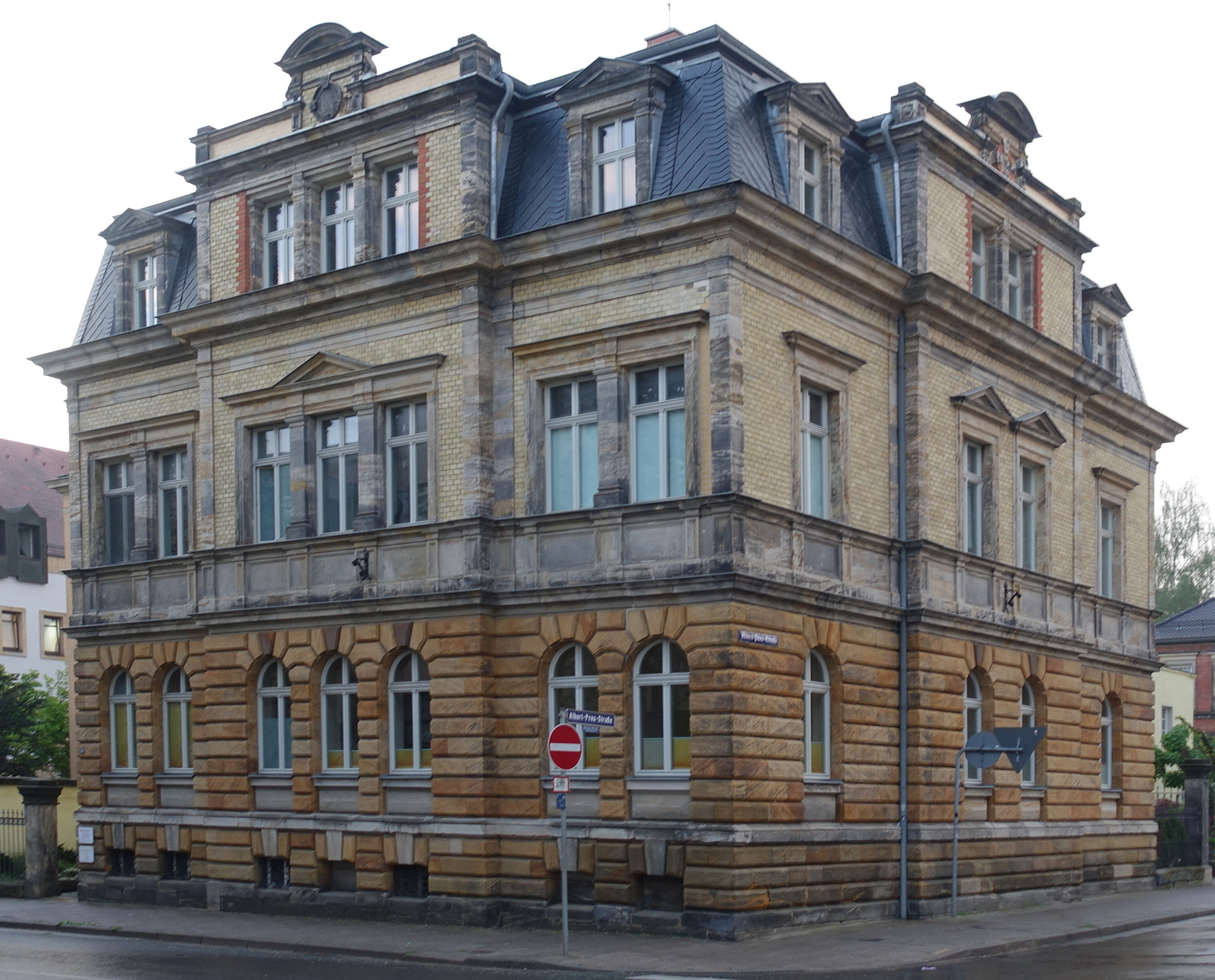
Erlanger Straße 21
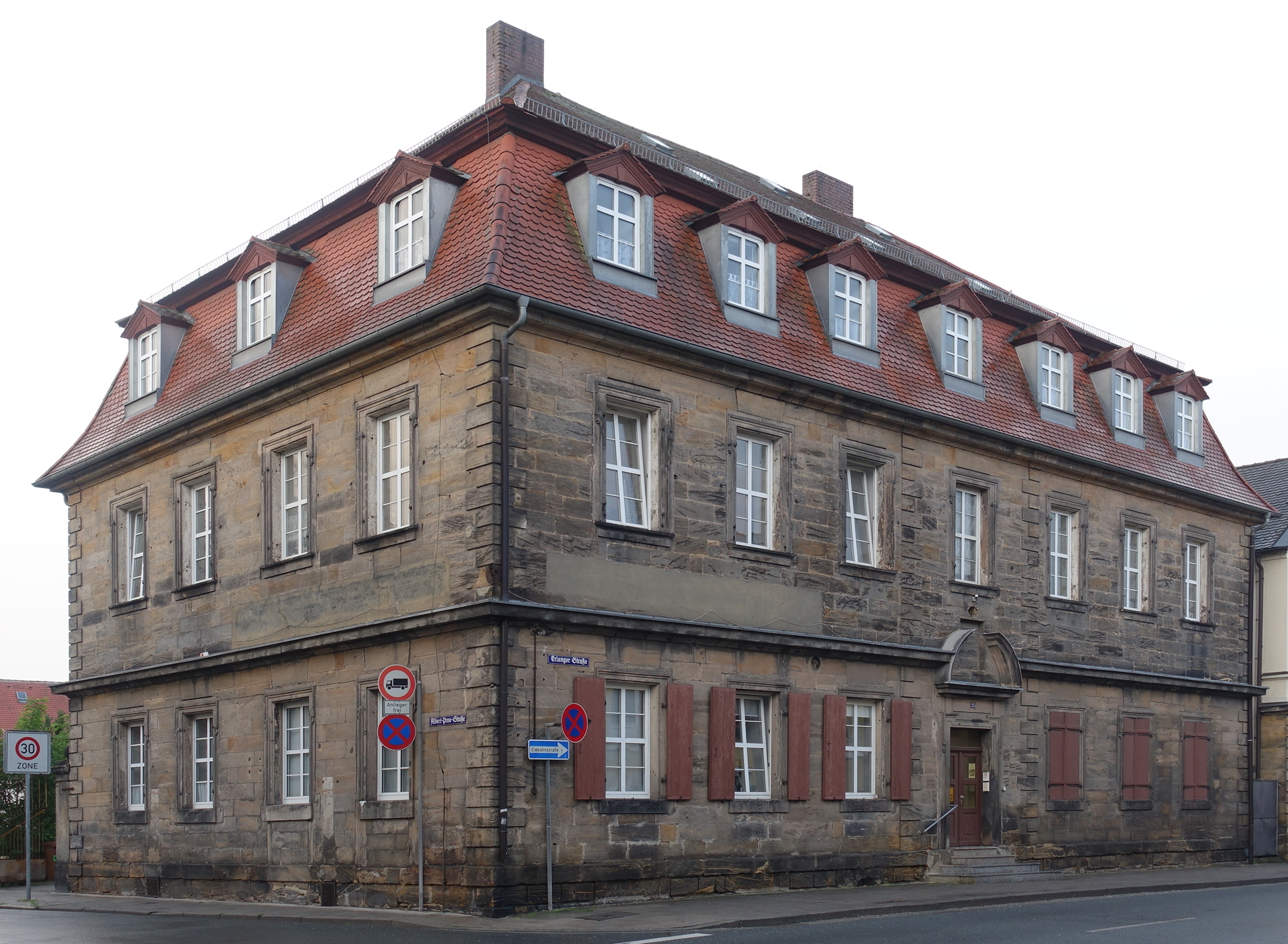
Erlanger Straße 25
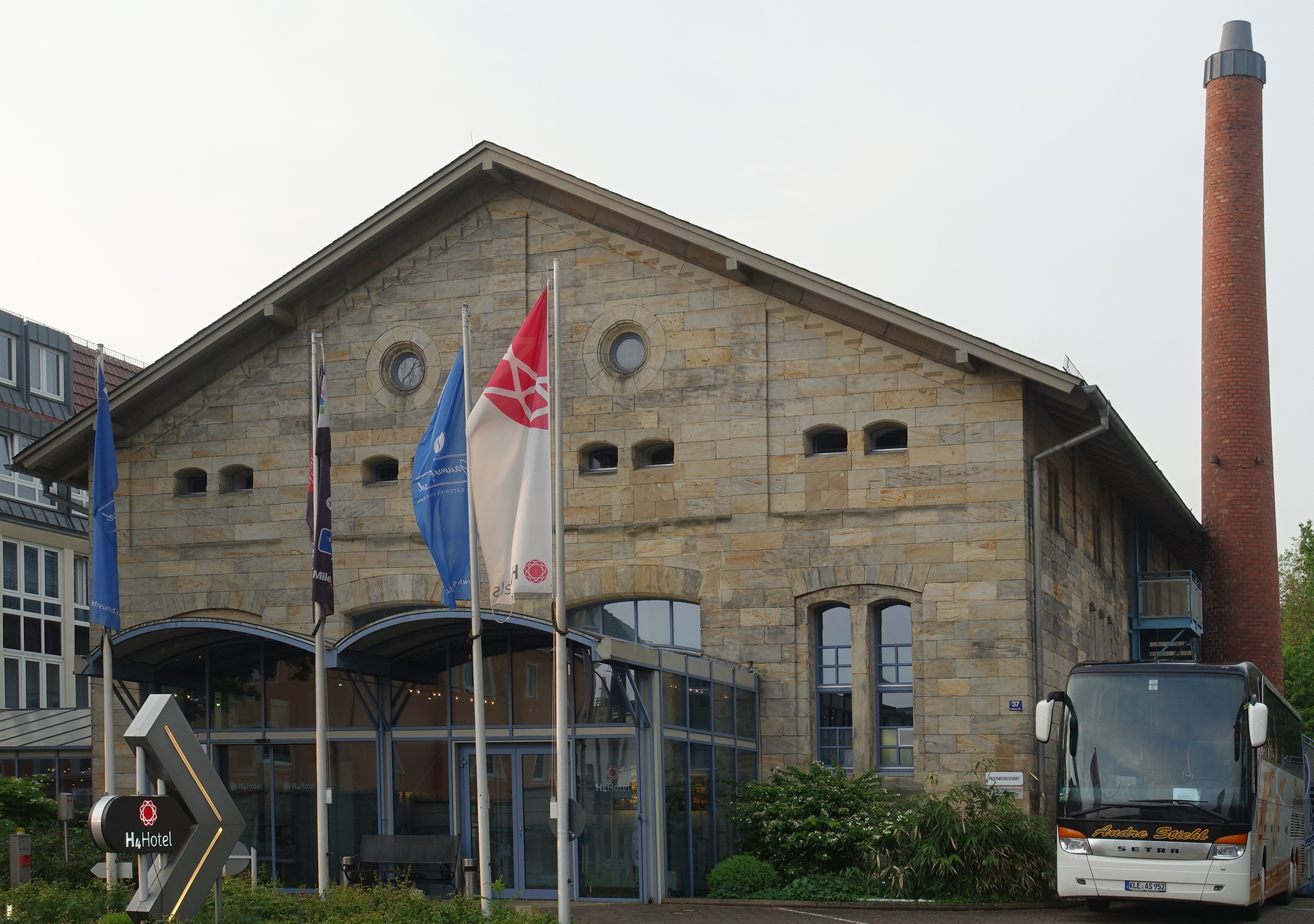
Erlanger Straße 37, ehemaliges Sudhaus der Kommunbrauerei
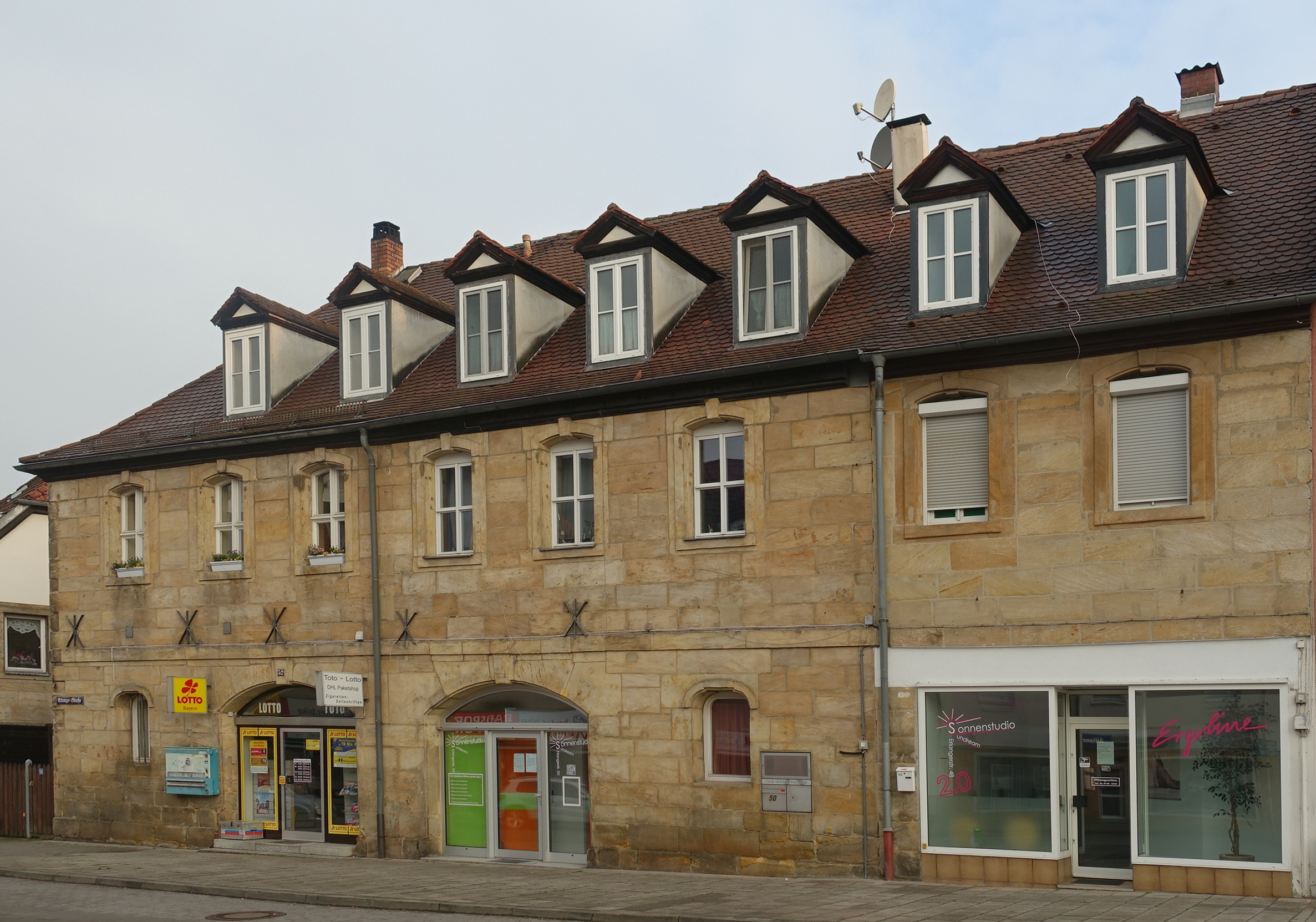
Erlanger Straße 48, 50 und 52 (von rechts)

## Vernichtung historischer Bausubstanz nach 1945
Nach 1945 wurden die folgenden Häuser abgerissen:
- Erlanger Straße 2, zuletzt Gaststätte Weißes Rössel, abgerissen im März 1974[17]
- Erlanger Straße 4, zuletzt Bavaria-Drogerie Eysser und Bäckerei Hammon
- Erlanger Straße 6 („Eck-Schoberth“), zuletzt Gaststätte Schoberth, Fachwerkhaus, am 28. Juni 1974 abgerissen

Fast 300 Jahre lang verkehrten in der außerhalb der Stadtmauer gelegenen Gastwirtschaft einfache Handwerker, Fuhrleute, Kutscher und Knechte. Eigentümer und Namengeber des verwinkelten Gebäudes war einst Paulus Schoberth, der von 1880 bis 1920 eine Lagerbierbrauerei in der Straße 99 Gärten betrieb.
Die Brauerei und die Gaststätte wurden 1920 an die Bayreuther Bierbrauerei verkauft, die die Gaststätte bis zum Abbruch betrieb. Nach dem Zweiten Weltkrieg war sie ein beliebtes Lokal der in Bayreuth stationierten amerikanischen Soldaten. Mit den benachbarten Gaststätten Weißes Rössel und Lindenstuben etablierte sich dort ein kleines Animier- und Vergnügungsviertel, weshalb es vielen der Stadtväter nicht schwerfiel, dem Abbruch der Jahrhunderte alten Häuser zuzustimmen.

Erlanger Straße 16 (1911)

- Erlanger Straße 8, traufständiger dreigeschossiger Sandsteinquaderbau, zuletzt Färberei Wacht
- Erlanger Straße 10, unmittelbar an die Nr. 8 anschließender dreigeschossiger Sandsteinquaderbau, zuletzt Drogerie Eysser (nach dem Abbruch des Hauses Erlanger Straße 4) und Schreibwarenhandlung Horlbeck
- Erlanger Straße 11, Eckhaus zur alten Wolfsgasse, zweigeschossiges Gebäude mit Satteldach
- Erlanger Straße 12, traufständiges zweigeschossiges Sandsteingebäude mit Fensterschürzen im Obergeschoss, zuletzt Gaststätte Unteres Tor

In der Bierwirtschaft unterhielt der Brauer Johann Kritzenthaler eine eigene Brauerei, die 1886 an die Brauerei Gebr. Maisel verkauft wurde. Unter dem Namen Kritzenthaler braute Maisel zuletzt alkoholfreies Pilsener; diese Produktion wurde 2017 eingestellt.
- Erlanger Straße 13, dreigeschossiger Sandsteinquaderbau, zuletzt Fahrrad- und Nähmaschinenhandlung Räbiger
- Erlanger Straße 14, zweigeschossiger Sandsteinquaderbau mit Zwerchhaus, zuletzt Fahrrad-, Nähmaschinen- und Büromaschinenhandlung Schröck
- Erlanger Straße 15, dreigeschossiger Sandsteinquaderbau, zuletzt Lebensmittelgeschäft Rabenstein
- Erlanger Straße 16, dreigeschossiges Haus mit Erker über zwei Etagen, zuletzt Metzgerei Hoffmann
- Erlanger Straße 17, zweigeschossiger Sandsteinquaderbau mit Fensterschürzen und Freitreppe zum Hochparterre
- Erlanger Straße 18, dreigeschossiges Haus mit verputzter Fassade, zuletzt Kolonialwarenhandlung Schorr und Schneiderei Hertel
- Erlanger Straße 20, dreigeschossiges Haus mit verputzter Fassade und Zwerchhaus, zuletzt landwirtschaftliche Maschinen, Haus- und Küchengeräte Schorr
- Erlanger Straße 22, zweigeschossiges Haus mit Giebel zur Straßenfront, zuletzt Gaststätte Lindenstuben
- Erlanger Straße 39, zuletzt Gärtnerei Ullmann und Glaserei Pfeiffer
- Erlanger Straße 61: am 22. September 1992 beschloss der Bauausschuss des Stadtrats nach einer Ortsbesichtigung den Abriss des alten Sandsteingebäudes[20]